# نسورتا (ورانگه)
نسورتا (به صربی: Nesvrta) یک منطقهٔ مسکونی در صربستان است که در ناحیه پچینیا واقع شده‌است. نسورتا ۱۳۲ نفر جمعیت دارد.